# Cascades Lamadaya
Les cascades Lamadaya (en àrab, لمداي) són unes cascades ubicades a la serra de Cal Madow, a la regió nord de Sanaag de Somalilàndia. El significat de la paraula en la llengua afroasiàtica somalí és «no s'ha de mirar», a causa de la inclinació escarpada de les cascades sobre un turó alt.
La ciutat més propera a les cascades de Lamadaya és Ulheed, que està situada cap a la costa de la mar Roja.

## Galeria d'imatges

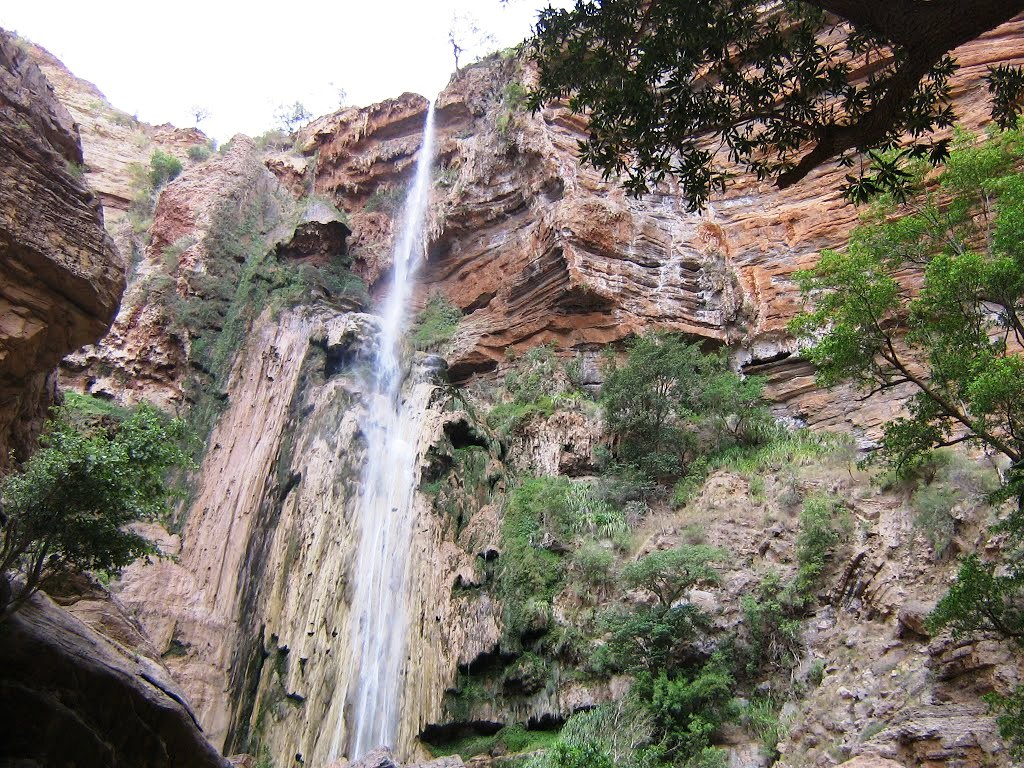
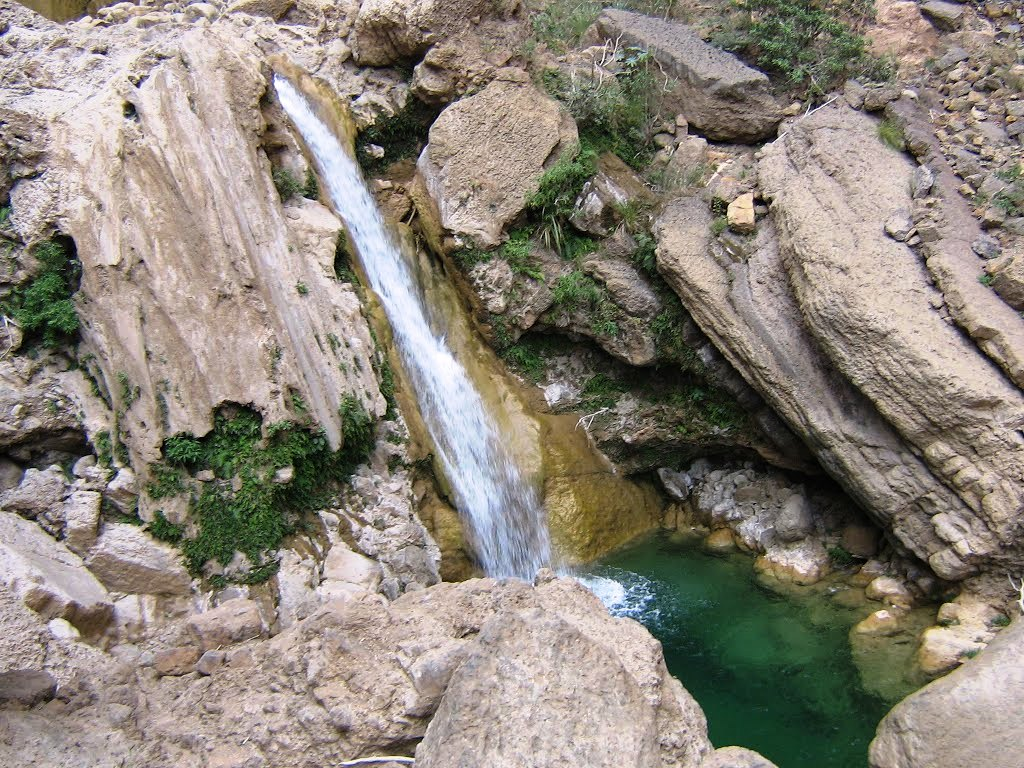
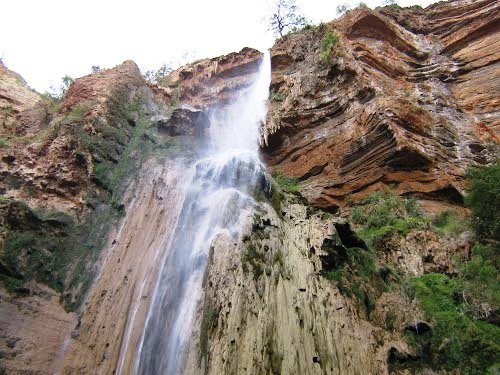